# Amri (Pakisztán)
Amri egy régészeti lelőhely a mai Pakisztánban, Hiderábádtól mintegy 110 kilométerre északra, Szindh tartományban. Az Amri-kultúra névadó lelőhelye, amely sok helyen megelőzte az Indus-kultúrát.

## Története
Átirat/ Blogbejegyzés
Az Amri-Nal kultúra - Pakisztán egyik legrégebbi kultúrájának tekinthető. A pakisztáni Mohendzsodáro és Harappa ősi városai Egyiptom és Mezopotámia ősi városaihoz hasonlók. Valójában az Indus-völgyi civilizáció volt a négy ősi civilizáció közül az egyik legmagyobb, amelyekhez többek között Mezopotámia, Egyiptom és Kína is tartozott. 
Mohendzsodáro és Harappa fénykorát Kr. e. 2600 és Kr. e. 1800 között élte. Dél-Ázsia azonban már Mohen Jo Daro és Harappa létezése előtt is az ősi civilizációk központja volt.
Ezen ősi civilizációk egyik ilyen ősi település volt Amri, a mai Pakisztánban Szindh tartományában, amelynek eredete a rézkorszakra nyúlik vissza, i. e. 3600 körülre.
Ez a lelőhely Mohendzsodárótól délre, a Kirthar-hegység lábánál található, mely egy fontos ősi városi központ Alsó-Sindh tarományban. Amri közel van Beludzsisztánhoz, ahol a korábbi földművelő közösségek fejlődése i. e. 6000 és i. e. 4000 között végül a városiasodáshoz vezetett.
Az Amriban található ősi, nyolc hektáros halmokat kiterjedt ásatások során tárták fel, amely feltárások során kiderült, hogy a legkorábbi fázis egy erődített város volt, amely i. e. 3600 és 3300 között virágzott, és az Indus-völgyi civilizáció elő-Harappan szakaszához tartozott.  
A feltárás során előkerült bizonyítékok AZ i. e. 2500 körülI idők széles körű tűzvészeire utalnak, majd ezt követően, az i. e. 2750-2450 közötti időszakban az Indus-völgyi kultúra egyre több eleme kezd megjelenni.
Az itteni régészeti lelőhely ma két halomból áll, amelyek egykor talán egy dombot alkottak. Az ásatások során a honfoglalás öt fázisát azonosították, amelyeket viszont különböző rétegekre osztottak. 
- Az I. periódusban (kb. i. e. 3600-2750) a legtöbb kerámia még kézzel készült. A fennmaradt edények nagyon vékony falúak, fazekaskorongon készültek, és világos alapon geometrikus mintákkal díszítettek. Ez a kerámia az idők folyamán egyre szaporodott. Réz, agyaggyöngyök és kőszerszámok is előkerültek. Találtak agyagtégla épületeket is. Ennek az időszaknak a végén az indusvölgyi-kultúra elemeinek megjelenése figyelhető meg. Főképpen a figurális ábrák jelennek meg a kerámiákon, különösen a bika. 

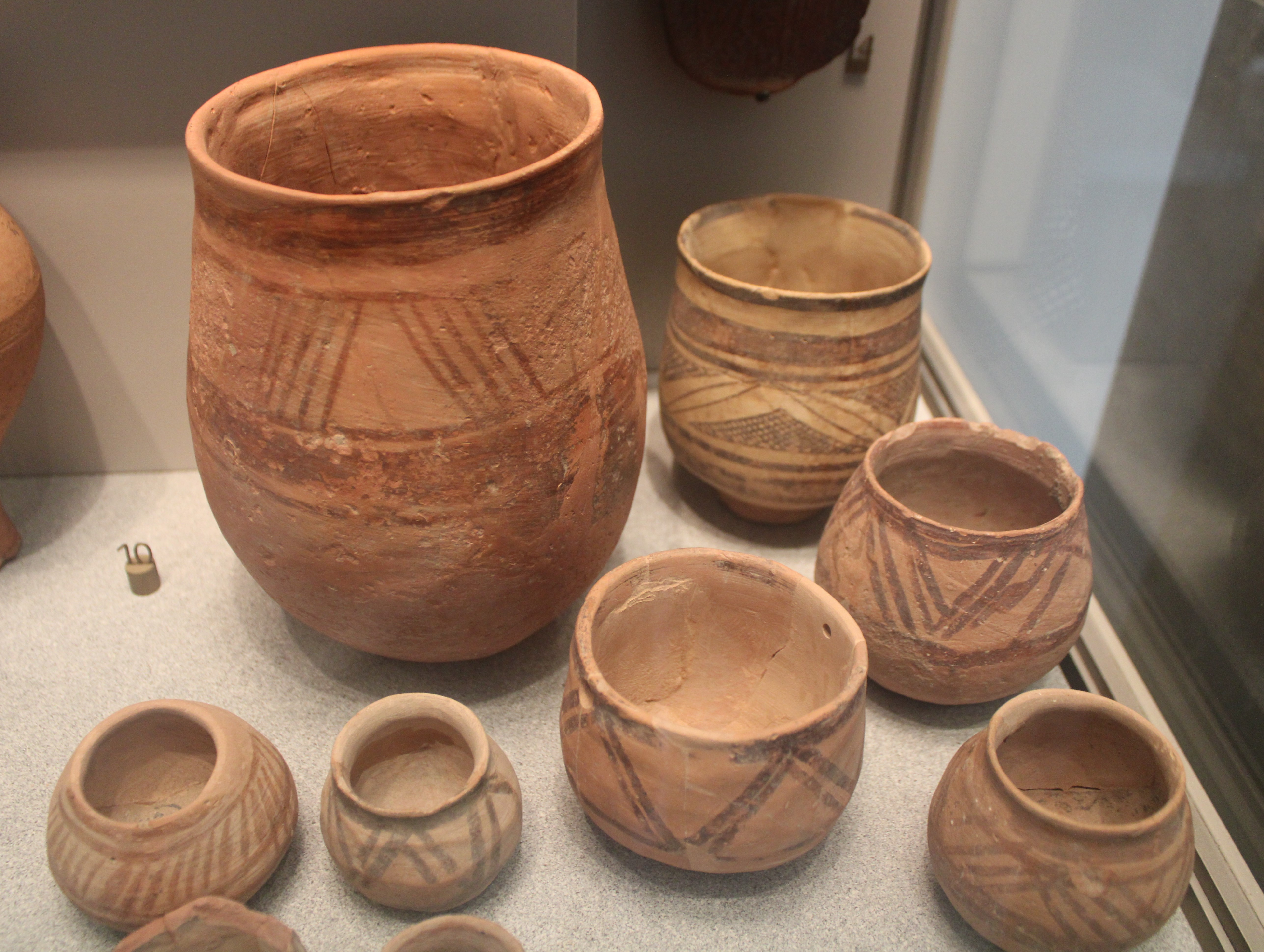
Amri kerámiák

- A II. időszakban (kb. i. e. 2750-2450) az indusi kultúra egyre több eleme jelenik meg. 
- A III. időszak (i. e. 2450-1900 körül) szinte teljes egészében ehhez a kultúrához tartozik.  Az utolsó szakaszban azonban az indusi kultúrát a dzsukar kultúra váltja fel, 
- míg a IV. időszak (i. e. 1900-1300 körül) a dzsangar kultúrának tulajdonítható. 
- Az V. periódus muszlim, és jóval későbbre datálódik.
Ez a lelőhely azt mutatja, hogy az Indus-kultúra valószínűleg nem közvetlenül az Amri-kultúrából fejlődött ki, és hogy az utóbbi nem váltotta fel hirtelen az Amri-kultúrát, legalábbis ezen a lelőhelyen, hanem a két kultúra között egy hosszabb együttélési szakasz volt.